# Waler
Les Waler étaient une race chevaline sélectionnée pour le travail dans les ranchs australiens, plus précisément en Nouvelle-Galles du Sud. Ce cheval a eu un grand rôle dans la construction de la nation australienne.

## Histoire
Vers la fin du XVIIIe siècle, les Européens colonisèrent l'Australie. Ils amenèrent des chevaux sud-africains de la race Basuto avec eux. Peu de temps après, ils commencèrent à importer des chevaux arabes, barbes et Pur-Sang. Le Waler est le résultat du croisement de toutes ces races après quarante ans de colonisation.
La race a été absorbée dans l'Australian stock horse, ou cheval australien.

## Description
Doux et extrêmement endurant, il était aussi agile, rapide, courageux et intelligent.
- Toutes les robes unies sont admises, la robe noire étant rare.
- Taille : de 1,42 m à 1,60 m en moyenne.

La race a fait l'objet d'une étude visant à déterminer la présence de la mutation du gène DMRT3 à l'origine des allures supplémentaire : cette étude a permis de confirmer l'absence de cette mutation chez le Waler, de même que l'absence de mentions de chevaux ambleurs parmi la race.

## Utilisations
Ces chevaux furent d'abord utilisés pour le travail dans les troupeaux. Ils étaient si résistants que les ranchers pouvaient les monter pendant toute une journée pour faire le tour de leurs exploitations sans qu'ils ne montrent de grands signes de fatigue. Par la suite, ils devinrent des chevaux très appréciés par la cavalerie tant australienne que britannique. Ils furent emmenés en Inde et en Afrique. Cent vingt et un mille d'entre eux servirent durant la Première Guerre mondiale, dans différents corps de cavalerie, et firent remporter nombre de victoires à la cavalerie. Étant sportifs, ils peuvent être aussi utilisés pour le saut d'obstacles.
Le Waler est aussi très apprécié dans les épreuves de concours hippiques et dans le jeu de polo.

## Diffusion de l'élevage
L'ouvrage Equine Science (4e édition de 2012) classe le Waler parmi les races de chevaux de selle peu connues au niveau international.